# Anders Nyström
Anders Nyström (nacido el 22 de abril de 1975 en Estocolmo, Suecia) es un guitarrista sueco conocido por su trabajo con la banda de doom metal Katatonia también conocido como Blackheim o Blakkheim en los primeros trabajos de esta banda sueca.
Nyström fundó Katatonia junto con Jonas Renkse en 1991 como una banda de death/doom metal, aunque su sonido ha ido evolucionando hacia el rock gótico y el metal alternativo. En esta banda, Nyström actúa como principal guitarrista y se encarga también de la programación, la composición, los coros, los arreglos y la producción de los discos de la banda junto con Renske.
Además de su trabajo con Katatonia, Nyström ha trabajado también en Bewitched entre 1995 y 1997, y en Bloodbath junto con Renske. Además, formó su propio proyecto de black metal Diabolical Masquerade, que se mantuvo activo desde 1993 hasta 2004.

## Discografía

### Katatonia
- Jhva Elohim Meth Demo 1992
- Jhva Elohim Meth... The Revival MCD 1993
- Dance of December Souls CD 1993
- For Funerals to Come MCD 1994
- WAR Compilation Vol One CD 1995
- Brave Murder Day CD 1996
- Scarlet Heavens MLP 1996
- Sounds of Decay MCD 1997
- Saw You Drown MCD 1998
- Discouraged Ones CD 1998
- Tonight's Decision CD 1999
- Last Fair Deal Gone Down CD 2001
- Teargas MCD 2001
- Tonight's Music MCD 2001
- Viva Emptiness CD 2003
- Brave Yester Days CD 2004
- The Black Sessions CD/DVD 2005
- My Twin MCD 2006
- The Great Cold Distance CD 2006
- Deliberation MCD 2006
- Night is the New Day CD 2009
- Dead end Kings CD 2012
- The fall of hearts CD 2016

### Diabolical Masquerade
- Ravendusk in My Heart CD 1996
- The Phantom Lodge CD 1997
- Nightwork CD 1999
- Death's Design CD 2001

### Bewitched
- Diabolical Desecration CD 1996
- Encyclopedia of Evil MCD 1996
- Pentagram Prayer CD 1997

### Bloodbath
- Breeding Death EP 2000
- Resurrection through Carnage CD 2002
- Nightmares Made Flesh CD 2004
- Unblessing the Purity EP 2008
- The Wacken Carnage CD/DVD 2008
- The Fathomless Mastery CD 2008